# هانك باسكيت
هانك باسكيت (بالإنجليزية: Hank Baskett)‏ هو لاعب كرة قدم أمريكية أمريكي، ولد في 4 سبتمبر 1982 في كلوفيس في الولايات المتحدة.

## وصلات خارجية
- هانك باسكيت على موقع مرجع كرة القدم المحترفة.كوم (الإنجليزية)